# Ластохвіст стрічковий
Ластохві́ст стрічко́вий (Hydrophis fasciatus) — отруйна змія родини аспідових.

## Опис
Загальна довжина досягає 90—110 см. Самці більші за самок. Голова велика. Отруйні зуби розташовано на передньому кінці верхньощелепній кістці. Позаду отруйних зубів є 5—6 неотруйних зубів. Тулуб дуже товстий. Хвіст плаский, досить короткий, нагадує ласти. Навколо шиї є 28—33 рядків луски, навколо середини тулуба — 47—58 рядків. Черевна частина тіла у 4—5 рази товще, ніж передня. Спереду має чорне забарвлення з овальними жовтими плямами з боків, а на задній частині тулуба по сірувато-жовтому тлу — темні ромби.

## Спосіб життя
Усе життя проводить у морській воді, зустрічається як неподалік узбережжя, так й далеко в океані. Живиться рибою.
Отрута цієї змії досить небезпечна для людини.
Це живородна змія. Самка народжує до 4 дитинчат.

## Розповсюдження
Мешкає в Індійському океані (від Пакистану) через Малайський архіпелаг до південного Китаю та північної Австралії й Нової Гвінеї.